# Asperdaphne perissa
Asperdaphne perissa é uma espécie de gastrópode do gênero Asperdaphne, pertencente a família Raphitomidae.